# Devarahatti, Davanagere
Devarahatti là một làng thuộc tehsil Davanagere, huyện Davanagere, bang Karnataka, Ấn Độ.